# Spodoptera latebrosa
Spodoptera latebrosa là một loài bướm đêm trong họ Noctuidae.